# Дама в плиссированном платье анфас
«Дама в плиссированном платье анфас» (нем. Dame en face mit plissiertem Kleid) — женский портрет работы австрийского художника Густава Климта. Относится к раннему периоду творчества художника и отражает его увлечение портретным жанром. Вместе с другой похожей работой «Головной портрет дамы анфас» входит в целую группу женских портретных этюдов, написанных на рубеже XIX и XX веков.
Климт тщательно выписал лицо и причёску дамы, а для её платья выбрал почти экспрессионистскую манеру письма широкими разноцветными мазками. Прямой и вызывающий взгляд дамы обращён на зрителя, выражение лица сложно определить однозначно: в нём видят и вопрос, и самоуверенность, и даже двусмысленность. Как и на мужских портретах, написанных несколькими годами ранее, Густав Климт добивался выразительности характерных головных портретов. В биографических записях коллеги Климта Франца фон Мача содержится объяснение такого интереса художника к женским и мужским лицам. Мач отмечал, что погружённый в душевные переживания Климт увлёкся трудами Чезаре Ломброзо и его теорией о прирождённом преступнике, о врождённой предрасположенности к совершению преступлений, которую можно определить по физическим чертам человека. «Преступный человек» Ломброзо был опубликован на немецком языке в 1887 году, а «Женщина-преступница и проститутка» — в 1894. Климта с середины 1890-х годов особо интересовали мистерии человеческой психики и её проявление во внешнем виде человека.
«Дама в плиссированном платье анфас» через галерею Митке была продана в 1909 году Юлиусу Райху, у которого картину приобрёл деверь Марии Альтман, текстильный фабрикант Бернхард Альтман. В Третьем рейхе картина по указанию венского управления гестапо была конфискована и продана через аукционный дом «Доротеум» в 1938 году. На венской выставке Климта в 1943 году владельцем портрета числился внебрачный сын Климта Густав Учицки. Согласно завещанию Учицки, после его смерти в 1961 году вдова Урсула Учицки передала картину в галерею Бельведер. В 2004 году картина была реституирована наследникам Бернхарда Альтмана.